# Gran Premio di superbike di Oran Park 1988
Il Gran Premio di Superbike di Oran Park 1988 è stato disputato il 25 settembre sul circuito dell'Oran Park e ha visto la vittoria di Michael Doohan in gara 1, con il pilota che si è poi ripetuto anche in gara 2.

## Risultati

### Gara 1

#### Arrivati al traguardo[1]
| Pos. | Nº | Pilota            | Motocicletta | Tempo     | Griglia | Punti |
| ---- | -- | ----------------- | ------------ | --------- | ------- | ----- |
| 1º   | 25 | Michael Doohan    | Yamaha       | 48:10.580 | 1º      | 10    |
| 2º   | 4  | Michael Dowson    | Yamaha       | +0:20.090 | 2º      | 8,5   |
| 3º   | 16 | Robert Phillis    | Kawasaki     | +0:45.170 | 3º      | 7,5   |
| 4º   | 27 | Fred Merkel       | Honda        | +1:04.070 | 6º      | 6,5   |
| 5º   | 3  | Malcolm Campbell  | Honda        | +1:04.720 | 5º      | 5,5   |
| 6º   | 12 | Fabrizio Pirovano | Yamaha       | +1:05.080 | 8º      | 5     |
| 7º   | 6  | Stéphane Mertens  | Bimota       | +1:05.450 | 15º     | 4,5   |
| 8º   | 8  | Gary Goodfellow   | Honda        | +1:06.830 | 7º      | 4     |
| 9º   | 21 | Robert Scolyer    | Honda        | +1:07.080 | 4º      | 3,5   |
| 10º  | 35 | Sean Gallagher    | Honda        | +1 giro   | 11º     | 3     |
| 11º  | 2  | Davide Tardozzi   | Bimota       | +1 giro   | 14º     | 2,5   |
| 12º  | 36 | Andy Mcgladdery   | Honda        | +1 giro   | 12º     | 2     |
| 13º  | 34 | Robert Dunlop     | Honda        | +1 giro   | 16º     | 1,5   |
| 14º  | 32 | Terry Rymer       | Honda        | +1 giro   | 10º     | 1     |
| 15º  | 20 | Iain Pero         | Suzuki       | +1 giro   | 19º     | 0,5   |
| 16º  | 10 | Tony Armstrong    | Suzuki       | +2 giri   | 21º     |       |
| 17º  | 37 | Tom Douglas       | Yamaha       | +2 giri   | 13º     |       |
| 18º  | 39 | Ron Sumskis       | Honda        | +2 giri   | 22º     |       |
| 19º  | 26 | Karl Schmidt      | Suzuki       | +2 giri   | 23º     |       |
| 20º  | 19 | Robert Slaytor    | Ducati       | +3 giri   | 25º     |       |
| 21º  | 11 | David Pickworth   | Yamaha       | +3 giri   | 24º     |       |

#### Ritirati
| Nº | Pilota       | Motocicletta | Giri     | Griglia |
| -- | ------------ | ------------ | -------- | ------- |
| 18 | Grant Hodson | Honda        | +20 giri | 20º     |
| 49 | Len Willing  | Yamaha       | +28 giri | 18º     |
| 23 | Edwin Weibel | Honda        | +39 giri | 17º     |

### Gara 2

#### Arrivati al traguardo[2]
| Pos. | Nº | Pilota            | Motocicletta | Tempo     | Griglia | Punti |
| ---- | -- | ----------------- | ------------ | --------- | ------- | ----- |
| 1º   | 25 | Michael Doohan    | Yamaha       | 48:05.930 | 1º      | 10    |
| 2º   | 4  | Michael Dowson    | Yamaha       | +0:20.980 | 2º      | 8,5   |
| 3º   | 27 | Fred Merkel       | Honda        | +0:32.300 | 6º      | 7,5   |
| 4º   | 16 | Robert Phillis    | Kawasaki     | +0:38.000 | 3º      | 6,5   |
| 5º   | 8  | Gary Goodfellow   | Honda        | +0:47.390 | 7º      | 5,5   |
| 6º   | 6  | Stéphane Mertens  | Bimota       | +0:51.450 | 15º     | 5     |
| 7º   | 12 | Fabrizio Pirovano | Yamaha       | +0:51.750 | 8º      | 4,5   |
| 8º   | 3  | Malcolm Campbell  | Honda        | +0:57.610 | 5º      | 4     |
| 9º   | 21 | Robert Scolyer    | Honda        | +1:00.340 | 4º      | 3,5   |
| 10º  | 2  | Davide Tardozzi   | Bimota       | +1 giro   | 14º     | 3     |
| 11º  | 32 | Terry Rymer       | Honda        | +1 giro   | 10º     | 2,5   |
| 12º  | 35 | Sean Gallagher    | Honda        | +1 giro   | 11º     | 2     |
| 13º  | 36 | Andy Mcgladdery   | Honda        | +1 giro   | 12º     | 1,5   |
| 14º  | 34 | Robert Dunlop     | Honda        | +1 giro   | 16º     | 1     |
| 15º  | 49 | Len Willing       | Yamaha       | +1 giro   | 18º     | 0,5   |
| 16º  | 10 | Tony Armstrong    | Suzuki       | +2 giri   | 21º     |       |
| 17º  | 39 | Ron Sumskis       | Honda        | +2 giri   | 22º     |       |
| 18º  | 26 | Karl Schmidt      | Suzuki       | +2 giri   | 23º     |       |
| 19º  | 19 | Robert Slaytor    | Ducati       | +3 giri   | 25º     |       |

#### Ritirati
| Nº | Pilota          | Motocicletta | Giri     | Griglia |
| -- | --------------- | ------------ | -------- | ------- |
| 20 | Iain Pero       | Suzuki       | +13 giri | 19º     |
| 37 | Tom Douglas     | Yamaha       | +20 giri | 13º     |
| 11 | David Pickworth | Yamaha       | +36 giri | 24º     |